# Floorball klub Galaks
Floorball klub Galaks je slovenski floorball klub iz Železnikov. Njegova domača dvorana je  športna dvorana Železniki. Klub je bil ustanovljen leta 2003 in je kot sekcija delovala v ŠD Selca od leta 2010 pa deluje samostojno, kot tak je tudi član Floorball zveze Slovenije.

## Selekcije
V klubu delujejo selekcije: 
Mladina in člani

## Moška članska ekipa - 1. floorball liga (1FL), sezona 2013/2014
Vratarja
- Robert Rovtar (# 33)
- Jože Benedičič (# 87)

Igralci
- Gregor Lavtar (# 15)
- Jošt Rovtar (# 21)
- Jure Šmid C (# 3)
- Klemen Novak (# 2)
- Nejc Thaler (# 17)
- Domen Torkar (# 7)
- Matic Prevc (# 8)
- Anže Berginc (# 6)
- Anže Rovtar (# 23)
- Gašper Urh (# 9)
- Boštjan Mohorič (# 13)
- Matija Rihtaršič (# 7)
- Rok Kosec (# 55)
- Sergej Rovtar (# 10)